# Pølseelgens ark
|  | Denne artikel er oprettet af botten Steenthbot ud fra en ekstern database. Den kan derfor have sproglige fejl eller mangler. Denne skabelon kan fjernes efter kontrol af indholdet. |

Pølseelgens ark er en dansk filmskolefilm fra 2018 instrueret af Niels Elmvig Bruhn.

## Handling
Ude i den store skov bor Pølseelgen. Den passer sig selv og nyder tilværelsen, indtil den en dag finder ud af, at hele verden bliver oversvømmet, og den ikke må komme med på den eneste båd, der skal redde de særligt udvalgte - nemlig Noahs Ark.
Den er ikke det eneste dyr, som ikke står på listen. Sammen med Golillaen, Den Farveblinde Panda, Enhjørningen, Strudsetyven, Velcrofanten, Girastaen og det lille Næbdyr beslutter Pølseelgen, at de skal bygge deres egen båd. Men det er lettere sagt end gjort, når dyrene ikke bryder sig om hinanden, og når selv Vorherre er imod dem.